# 普雷尼
普雷尼（法語：Prény，法語發音：[pʁeni]）是法国默尔特-摩泽尔省的一个市镇，属于南锡区。

## 地理
普雷尼（48°58'41"N, 5°59'49"E）面积15.09 平方千米，位于法国大東部大區默尔特-摩泽尔省，该省份为法国东北部内陆省份，是洛林的一部分，北邻比利时、卢森堡，北起顺时针与摩泽尔省、下莱茵省、孚日省和默兹省接壤。
与普雷尼接壤的市镇（或旧市镇、城区）包括：若尔尼、翁维尔、摩泽尔河畔帕尼、马德河畔朗贝库尔、旺迪耶尔、维耶维尔昂艾、特雷河畔维尔塞、马德河畔维勒塞、瓦维尔、维莱苏普雷尼。

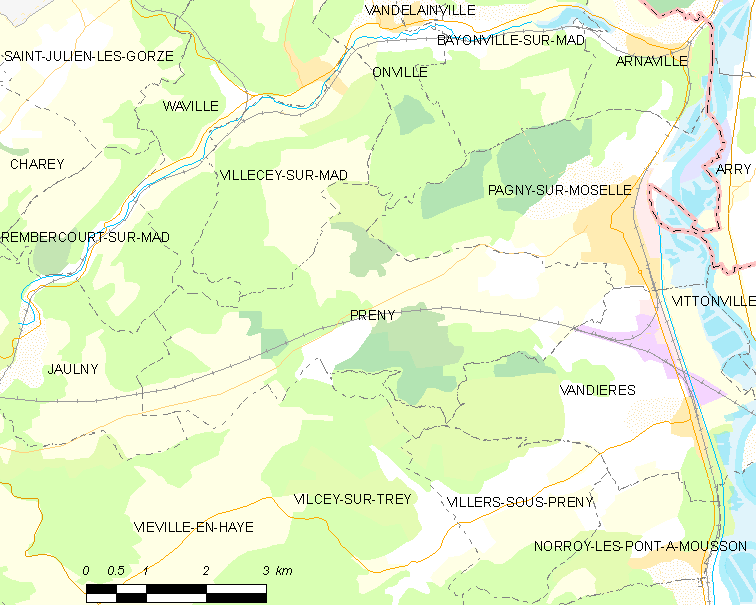
普雷尼的OSM定位图

普雷尼的时区为UTC+01:00、UTC+02:00（夏令时）。

## 行政
普雷尼的邮政编码为54530，INSEE市镇编码为54435。

## 政治
普雷尼所属的省级选区为蓬塔穆松县。

## 人口

1962-2008年间普雷尼人口变化图示

普雷尼于2022年1月1日时的人口数量为373人。